# Février 1881

## Événements
- 8 février : les Boers défont l'armée britannique à la bataille de Schuinshoogte.

- 12 février :
  - (24 février du calendrier julien) : traité de Saint-Pétersbourg entre la Russie et la Chine. La Russie restitue la région de l’Ili qu’elle occupe depuis 1871, mais enlève de vastes territoires à l’ouest de la rivière Khorgos soit plus de 70 000 km2. La Russie est autorisée à établir des consulats à Turfan et Suzhou.
  - Les Boers défont l'armée britannique à la bataille de Rooihuiskraal, aux environs de Pretoria.

- 15 février : le colonel Paul Flatters est assassiné par les Touareg au puits de Bir-el-Gharama.

- 16 février : fondation de la Canadian Pacific Railway Company chargée de construire une ligne de chemin de fer transcontinentale. Commencée en 1882, la liaison est achevée en 1885.

- 26 février : loi accordant les crédits permettant le début de la construction du chemin de fer entre Kayes et le Niger, achevé en 1904.

- 27 février : les Boers défont l'armée britannique à la bataille de Majuba Hill. Mort du général George Pomeroy Colley.

## Naissances
- 4 février : Fernand Léger, peintre français († 1955).
- 5 février : Richard Meister : professeur en philologie autrichien († 1964).
- 6 février : Eline Eriksen, mannequin danoise et femme du sculpteur Edvard Eriksen, qui servit de modèle pour la statue La Petite Sirène († 1963).
- 21 février : 
  - Marc Boegner, écrivain, penseur, pasteur, académicien français († 1970).
  - Peet Johanson, agriculteur et homme politique estonien († 1939).

## Décès
- 1er février : Wilhelm Fredric Dalman, publiciste et homme politique suédois (° 1801).
- 3 février : John Gould, ornithologue et naturaliste britannique (° 1804).
- 5 février : Thomas Carlyle, historien britannique (° 1795).
- 9 février du calendrier grégorien ou 28 janvier du calendrier julien : Fiodor Dostoïevski, écrivain russe (° 1821).